# Lindernia alsinoides
Lindernia alsinoides är en tvåhjärtbladig växtart som beskrevs av Robert Brown. Lindernia alsinoides ingår i släktet Lindernia och familjen Linderniaceae. Inga underarter finns listade i Catalogue of Life.